# DJK Schwäbisch Gmünd

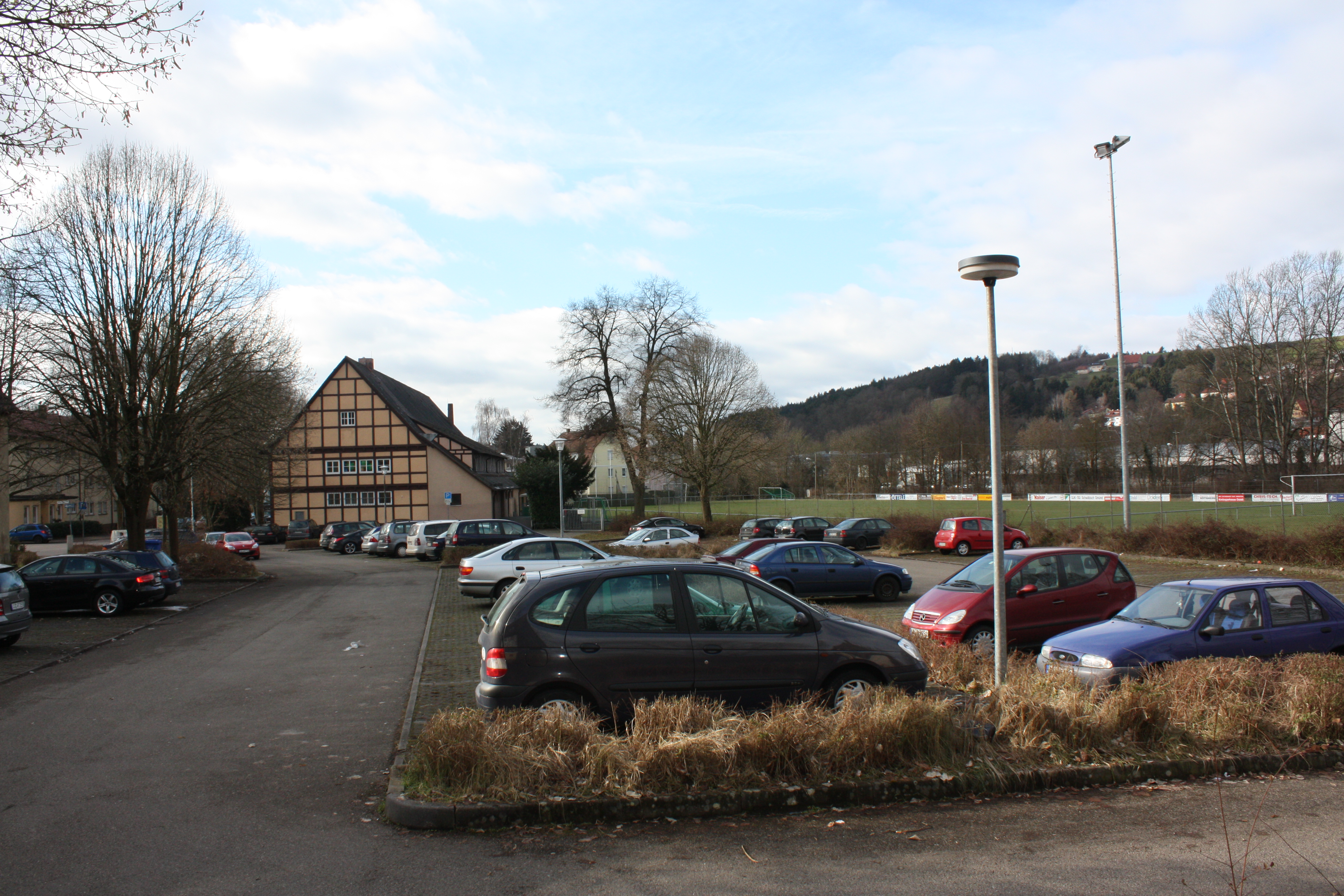
Staatsturnhalle und DJK-Platz in Schwäbisch Gmünd bei St. Katharina

Die DJK Schwäbisch Gmünd – offiziell DJK-Sportgemeinschaft Schwäbisch Gmünd e. V. – ist ein seit 1920 bestehender Sportverein aus Schwäbisch Gmünd mit den Sparten Fußball, Tischtennis und Volleyball. Die Damen der Tischtennisabteilung spielten in den 1970er Jahren in der Bundesliga. Die Herren der Volleyballabteilung waren erfolgreich und spielten ebenfalls in den 1970er Jahren in der Bundesliga.

## Tischtennis
Die Tischtennisabteilung wurde 1962 gegründet. Zunächst starteten zwei Herrenmannschaften, später wurden auch die Damen aktiv. Diese wurden 1971 süddeutscher Mannschaftsmeister und Pokalsieger. Ein Jahr später stieg die erste Damenmannschaft (Sigrid Hans, Ulrike Dürre (verh. Aichele), Ulrike Haase, Klara Hudak, Elfriede Lautenbach) von der Oberliga in die Bundesliga Gruppe Süd auf. Als 1975/76 die eingleisige Bundesliga für Damen eingeführt wurde, war Schwäbisch Gmünd dabei. Mit Platz 3 wurde 1977 das beste Resultat erreicht. Es spielten Karin Sökler, Birgit Balke, Ulrike Aichele und Sigrid Hans (später Sigrid Barth). Im gleichen Jahr gelang der 2. Damenmannschaft der Aufstieg in die Oberliga. Aufgrund mehrerer Abgänge stieg die 1. Mannschaft 1979 aus der Bundesliga ab. Weitere Abgänge erzwangen 1981 den Rückzug vom Profisport.
Heute (2018) hat die Tischtennisabteilung etwa 100 Mitglieder. Auf Kreis- und Bezirksebene sind noch vier Herrenmannschaften aktiv. Daneben gibt es eine Jugend- und eine Schülermannschaft.

## Volleyball
Die erste Damenmannschaft spielt seit Jahren erfolgreich, mit kurzen Unterbrechungen, in der Regionalliga. In der laufenden Saison 2014/2015 sind sie in der Regionalliga Süd klarer Tabellenführer und peilen den Aufstieg in die 3. Bundesliga an. Die zweite Damenmannschaft spielt in der Landesliga Nord.
Die Volleyballabteilung wurde 1965 von Manfred Klotzbücher gegründet.

## Leichtathletik

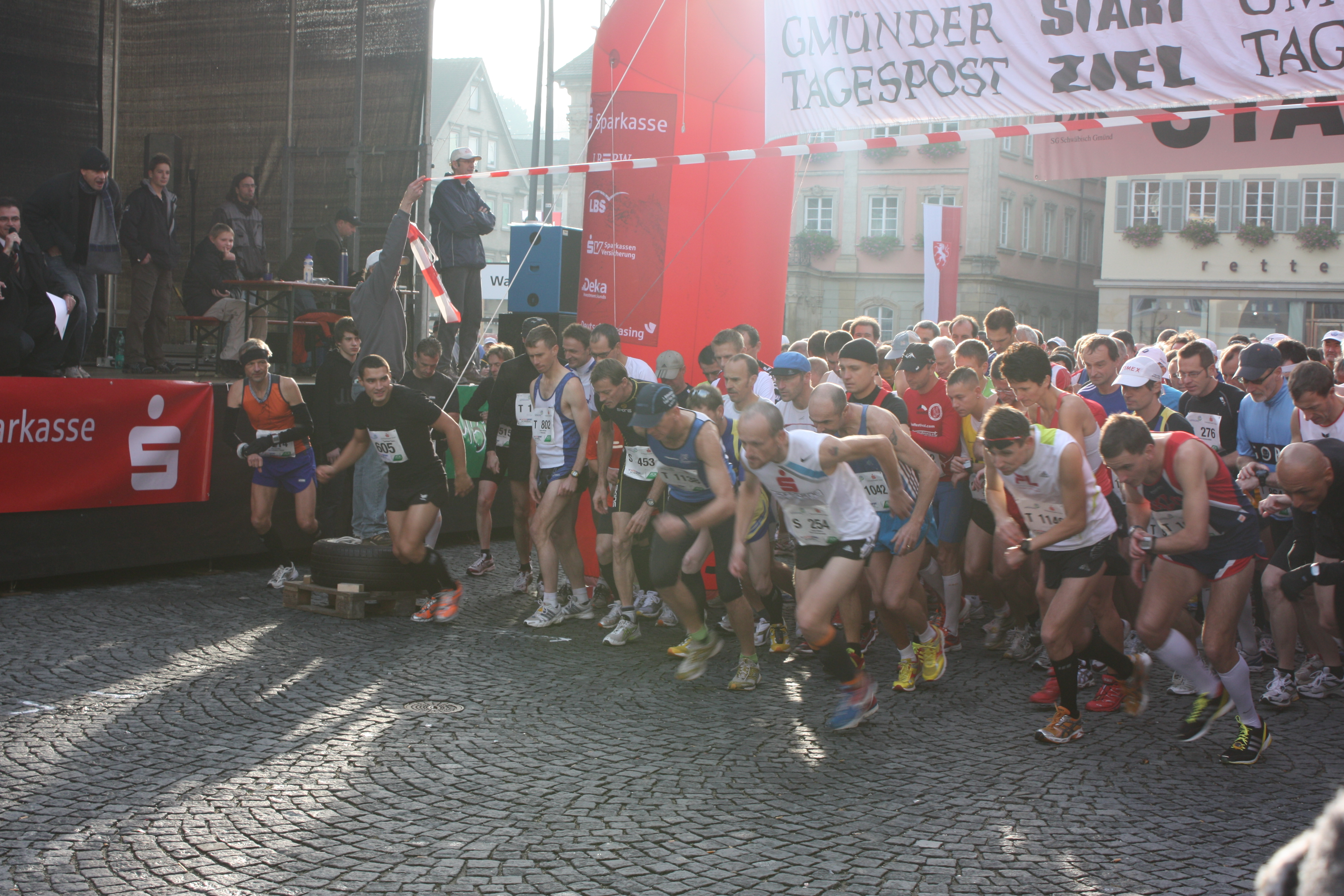
Start des Albmarathons auf dem historischen Marktplatz von Schwäbisch Gmünd

Der Verein richtet seit 1991 jährlich im Oktober den Albmarathon aus, den letzten Wertungslauf im Europacup der Ultramarathons. Zudem ist er Ausrichter des seit 1986 jährlich im März stattfindenden Gmünder Stadtlaufs und seit 1996 Partner des DRK-Kreisverbandes Schwäbisch Gmünd bei dessen Ausrichtung des im Mai ausgetragenen Gmünder DRK-12-Stundenlaufs.

## Bekannte Sportler
- Simon Tischer, Volleyball-Nationalspieler
- Miriam Tischer, Bundesligaspielerin